# Elaine Chao
Elaine Lan Chao (Taipéi, 26 de marzo de 1953) es una política estadounidense que desempeñó el cargo de secretaria del Trabajo de los Estados Unidos durante el mandato del presidente George W. Bush de 2001 a 2009 y secretaria adjunta de Transporte bajo las órdenes del presidente George H. W. Bush. Fue secretaria de Transporte bajo la presidencia de Donald J. Trump de 2017 a 2021. Nacida en Taipéi, República de China, es la primera mujer asiáticoestadounidense en formar parte del Gabinete de los Estados Unidos.
Antes de asumir en el cargo, el presidente Donald Trump la nominó como secretaria de Transporte de los Estados Unidos. Fue confirmada en el cargo por el Senado de los Estados Unidos el 31 de enero de 2017 con una votación de 93-6. Renunció el 7 de enero de 2021 debido al asalto al Capitolio de los Estados Unidos de 2021 perpetrado por seguidores del presidente Donald Trump.
Tiene una fortuna de 20 millones de dólares en 2016.